# Comunidad del sur

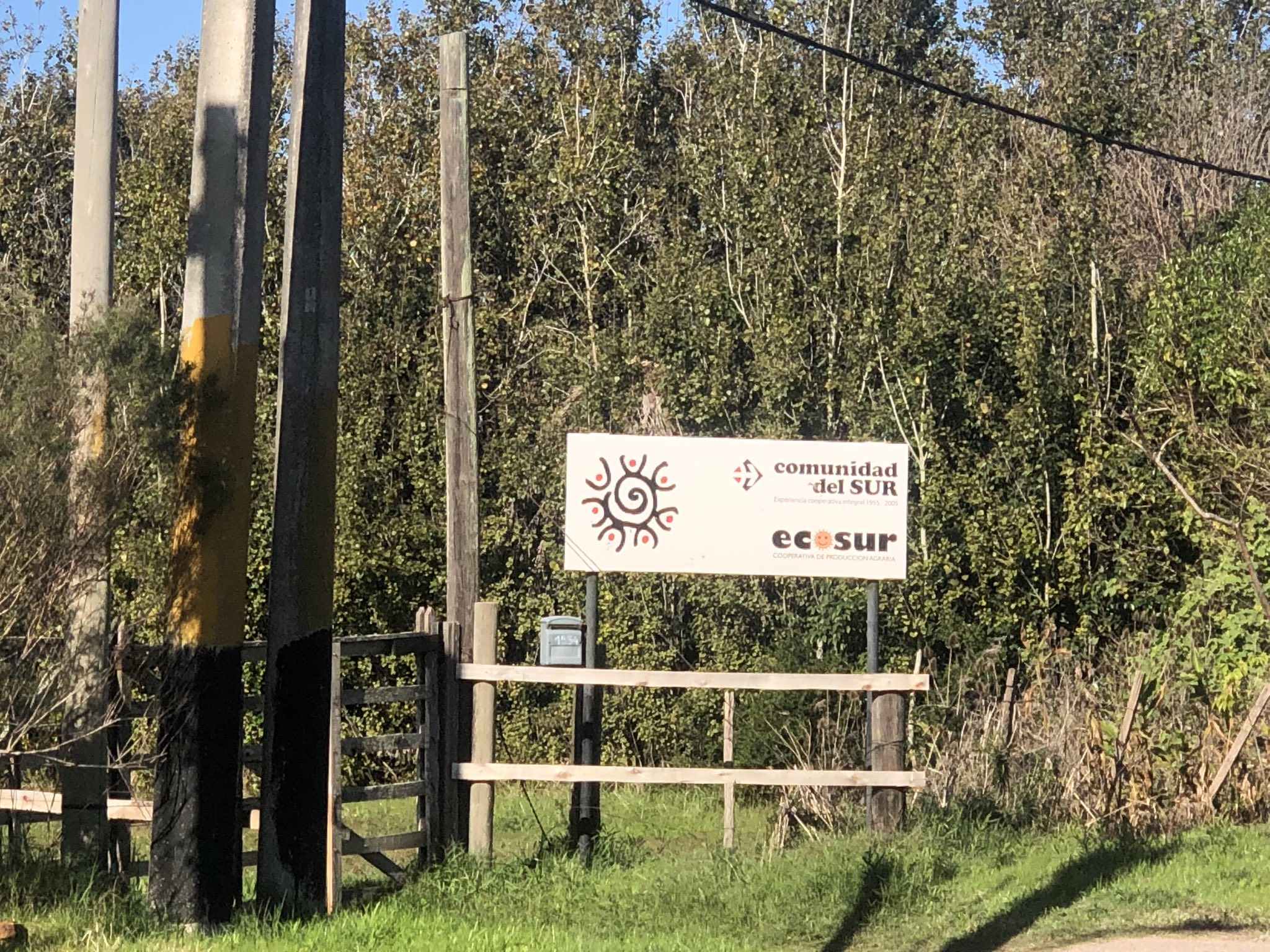
La entrada de la Comunidad

La Comunidad del Sur es un colectivo anarquista fundado en 1955 en Montevideo, Uruguay.

## Historia
Fue fundada por un grupo de jóvenes tras muchos años de conversar sobre las injusticias del capitalismo y sobre los modelos limitantes de la libertad del llamado socialismo real. Los universitarios de entonces pasaron de las ideas a la acción y fundaron una cooperativa autogestionaria de vida integral.
En 1976, ya instalada la Dictadura cívico-militar en Uruguay, la Comunidad del Sur emigró a Perú donde permaneció durante dos años.
En 1978 los integrantes de la Comunidad del Sur se instalaron en Suecia, donde permanecieron durante casi veinte años. En Suecia realizó una importante labor cultural de traducción de la literatura latinoamericana al sueco y de la sueca al español. Fundaron la imprenta Tryckop y la Editorial Nordan.
En 1987 se funda el "grupo de Montevideo" en la segunda etapa de la Comunidad del Sur en Uruguay. De 1987 a 1990 la Comunidad del Sur mantiene un grupo en Estocolmo y el de Montevideo.
El grupo de Montevideo comienza sus actividades productivas con una imprenta en la calle Millán.
En 1989 se instala en la chacra ecológica a la que denominaron "Ecocomunidad" en las afueras de Montevideo. Allí se practicaba la agricultura orgánica, construcción en barro y paja, educación ambiental y el trabajo colectivo y autogestionario.

## Influencias ideológicas
Las influencias ideológicas de la Comunidad del Sur vienen del llamado socialismo utópico, de las ideas libertarias y del anarquismo.
Entre esas ideas se pueden identificar a autores como Kropotkin, Proudhon y Mijaíl Bakunin, del anarquismo clásico. Pero también a Errico Malatesta, Martin Buber, Pierre Clastres, Cornelius Castoriadis, Murray Bookchin y otros teóricos del anarquismo y el ecologismo social.
Un modelo de referencia, mas no de imitación, fueron los Kibutz de Israel, experiencia más conocida a nivel mundial.
En la Comunidad del Sur pregonizaban unir la teoría con la práctica. Por eso su estilo de vida incluía la toma de decisiones en colectivo, la economía en común, la educación de los hijos en común y la propiedad colectiva de los medios de producción.